# Vlkov (Dobřeň)
Vlkov je malá vesnice, část obce Dobřeň v okrese Mělník ve Středočeském kraji. Nachází se asi tři kilometry severovýchodně od Dobřeně. Vlkov leží v katastrálním území Střezivojice o výměře 6,2 km².

## Historie
První písemná zmínka o vesnici pochází z roku 1414.

## Obyvatelstvo
Při sčítání lidu v roce 1921 ve vsi žilo 87 obyvatel (z toho 45 mužů) německé národnosti a římskokatolického vyznání. Podle sčítání lidu z roku 1930 měla vesnice 87 obyvatel: tři Čechoslováky a 84 Němců. Kromě dvou židů byli římskými katolíky.
| Rok            | 1869 | 1880 | 1890 | 1900 | 1910 | 1921 | 1930 | 1950 | 1961 | 1970 | 1980 | 1991 | 2001 | 2011 | 2021 |
| -------------- | ---- | ---- | ---- | ---- | ---- | ---- | ---- | ---- | ---- | ---- | ---- | ---- | ---- | ---- | ---- |
| Počet obyvatel | 119  | 96   | 93   | 87   | 73   | 87   | 87   | 17   | 5    | 5    | 5    | 0    | 1    | 1    | 5    |
| Počet domů     | 16   | 15   | 19   | 20   | 18   | 18   | 18   | 10   | 10   | 1    | 1    | 11   | 11   | 10   | 11   |

## Obecní správa
Při sčítání lidu v letech 1850–1960 Vlkov byl osadou obce Střezivojice, se kterým patřil nejprve do okresu Dubá, ale v roce 1950 v okrese Doksy a od roku 1960 v okrese Mělník. Od 1. července 1960 do 31. prosince 1979 byl částí obce Dobřeň v okrese Mělník. Od 1. ledna 1980 do 23. listopadu 1990 byl částí obce Kokořín v okrese Mělník. Od 24. listopadu 1990 je opět částí obce Dobřeň v okrese Kladno.

## Pamětihodnosti
- Domy čp. 5 a 18